# Sabio
Sabio és una empresa britànica que es va fundar el 1998 amb l’objectiu d’ajudar a empreses a connectar millor amb els seus clients. Actualment està col·laborant amb 65 països diferents a transformar l'experiència del client, amb les seves últimes tecnologies digitals aplicades a CX. Aquesta tecnologia mesura com se sent els Client (economia)|clients respecte a una companyia, com pot ser la connexió emocional, física i Psicologia|psicològica que estableix amb una empresa.

## Creixement de l'empresa
Agost del 1998 - Van començar amb un Grup Enciclopèdia Catalana|grup petit d'experts en el sistema de comunicacions. Van desenvolupar un sistema especialitzat amb tecnologia i les experiències de clients per un contact center. Al primer lloc on van estar va ser a Londres i van obrir el primer centre tècnic a Glasgow l'any 2000.
Febrer del 2004 - En un principi, es van centrar en les capacitats específiques d'un Contact Center|contact center i en col·laboracions Tecnologia|tecnològiques. Sabio era l'única independent del Regne Unit en enrunament. En aquest cas era de contactes multicanal, optimització de plantilles i automatització de veu.
Agost del 2011 - Els clients van augmentar arreu de tot el món, i per aquesta raó van obrir una empresa a Singapur. Es va fer una gran Inversió econòmica|inversió en les habilitats tècniques de avantguarda i això va fer que poguessin treballar amb les seves capacitats de venda i per això mateix va ser necessari ampliar l'oferta de serveis amb Sabio Network Services.
Juny del 2014 - Quan van tenir 200 treballadors, van llençar Sabio OnDemand.
Juny del 2016 - Van aconseguir fons de capital privat, d'aquesta manera van ampliar els alcanços i van poder obrir un altre a França, Itàlia, Països Baixos i Espanya, mitjançant realitzacions que van influir el Datapoint Europe i Callware. Durant aquest període, van ampliar la seva el sus propis productes digitals. I la plantilla va créixer fins a 440 persones.
Gener del 2021 - Sabio va donar suport a empreses líders a evolucionar i créixer durant la pandèmia de la Covid-19 degut al teletreball i l'ER (transformació de serveis digitals). Ara mateix han arribat als 1000, i tot el seu creixement va estar reconegut al Sunday Times HSBC International Track

## Tecnologia
Airline - És una plataforma que utilitza la intel·ligència artificial i l'automatització pel Twilio a través de Google Dialogflow i centres de contacte. L'objectiu d'Airline és ser un autoservei pel consultor.
Flexanswer - Fa servir un equip o clients que gestionen grans quantitats d'informació. N'extreu dades de diverses fonts i les agrupen amb seccions de preguntes més freqüents de manera que tenen una resposta coherent en tots els punts de contacte.
Superchannel - Usa telèfons intel·ligents pels clients. De manera que no cal que canviï d'un canal a un altre per completar diferents feines.
Softphone - És el telèfon de software que s'integra en una plataforma CRM, és a dir la relació amb clients. Prement disminuir el temps.
Supervisió i rendiment - el seu servei analitza el rendiment i comprova la capacitat de tota la xarxa perquè així detecti les conseqüències i les possibilitats d'interrupció per poder actuar.
Mission control - Es tracta d'una integració entre el centre de contacte segur i així cooperar amb els administradors configurant recorreguts en el temps real sense assistència informàtica.
Accelerate - És un sistema que realitza la migració a una plataforma omnicanal, és a dir que descriu una estratègia de publicitat de Genesys.
Ondemand private cloud - La plataforma del núvol privat de Sabio OnDemand té assistència de manera que els clients poden beneficiar-se de l'experiència de client basada en el núvol.
CX índex - És una plataforma de la veu del client que aporta dades procedents de tots els clients perquè es vegi el que importa realment i trobar-li una solució.
Bright - És una plataforma que utilitza el potencial de l'equip recomanen formes d'incrementar el treball.

## Empresas associades
L'empresa de Sabio està associada actualment amb la companyia de Fonètic. Una companyia espanyola especialitzada en reconeixement de veu, Llenguatge Natural (NLP) i voceibots i chatbots amb intel·ligència artificial i solucions de Customer Behaviour Analytics.
També està associada amb la companyia espanyola de Callware. Una companyia especialitzada amb solucions de contact center i optimització de la força del treball, comunicacions unificades i iCloud. Amb l'objectiu d'incrementar l'oferta en aquells camps i oferir. S'han fusionat amb la intenció d'ampliar les solucions i obertures geogràfiques de la companyia.